# Харлес, Адольф
Готлиб Кристоф Адольф фон Харлес (21 ноября 1806, Нюрнберг — 5 сентября 1879, Мюнхене) — немецкий лютеранский богослов, политик, влиятельный представитель консервативного лютеранства, соучредитель так называемой Эрлангенской школы, богословского направления внутри протестантского богословия возрождения, возникшего в Эрлангене, педагог, профессор университета в Лейпциге.

## Биография
Сын богатого купца. Внук Готлиба Кристофа Харлеса, филолога и гуманиста.
С 1823 года изучал философию и право в университете Эрлангена, затем переключился на теологию. На его формирование большое влияние оказали идеи Гегеля , Ф. Шеллинга и Спинозы.
С 1826 по 1828 год обучался в университете Галле. Тщательно изучал проблемы свободы с теологической точки зрения, чтобы иметь возможность отличить критическую теологию от модных спекуляций. В 1828 году вернулся в Эрланген, где стал преподавателем философии, в 1829 году стал преподавателем систематического богословия, а в 1833 году — экстраординарным профессором курса Нового Завета.
В 1836 году — профессор морального богословия и теологии в Эрлангене,  в 1840 году был избран представителем университета в Баварскую палату сословий. Из-за активного противодействия политике министра Абеля в 1845 году лишился профессорского звания, но в том же году был приглашён на должность профессора в Лейпцигский университет. С 1847 года также служил в Лейпциге пастором, в 1850 году был назначен проповедником верховного суда, тайного церковного совета и вице-президентом государственной консистории в Дрездене.
Глубоко вмешивался в развитие немецкого богословия и церковной жизни XIX века. Его с полным основанием можно назвать основателем нового конфессионального церковного богословия; особенно в более умеренном направлении последнего. Стал признанным лидером всей лютеранской церкви. Долгое время председательствовал в миссионерском совете в Лейпциге. 
В последние годы жизни почти ослеп от катаракты. Умер в Мюнхене 5 сентября 1879 года.

## Избранные сочинения
- «Theologische Encyklopädie und Methodologie v. Standpunkt d. prot. Kirche»;
- «Die Christliche Ethik»;
- «Kirche u. Amt nach luther. Lehre»; «Das Verhältniss d. Christentums zur Kultur u. Lebensfragen d. Gegenwart»;
- «Geschichtsbilder aus der luther. Kirche Livlands» (1869) и др.

Оставил автобиографию (1875).